# Zmejelov
Zmejelov (russisk: Змеелов, da.: Slangefangeren) er en sovjetisk spillefilm fra 1985 instrueret af Vadim Derbenjov.

## Medvirkende
- Aleksandr Mikhajlov som Pavel Sergejevitj Sjorokhov
- Natalja Belokhvostikova som Lena
- Leonid Markov som Pjotr Vasiljevitj Kotov
- Donatas Banionis som Boris
- Ljubov Polisjjuk som Vera